# 清水研作
清水 研作（しみず けんさく、1961年3月15日 - ）は、日本の現代音楽の作曲家。

## 経歴
新潟県新潟市出身。ニューイングランド音楽院および同大学院を経て、ハーバード大学大学院博士課程に特待生として迎えられ、作曲の博士号を取得。1990年ヴィエニアフスキ国際作曲コンクールにて審査員全会一致で第1位を受賞し、国際的な注目を集めた。能楽や茶道をはじめとする日本の伝統文化に深い影響を受け、東洋と西洋、過去と未来の美意識を融合させた独自の音楽世界を創造している。 2024年、清水はホルスト《惑星》組曲に呼応する第8楽章《ボイジャー》を作曲。宇宙探査機へのオマージュとして構想された本作は、七夕の夜に新日本フィルハーモニー交響楽団によって初演され、科学と芸術を結ぶ詩的な響きがホールを満たした。
代表作には、東日本大震災を受けて南西ドイツ・フィルから委嘱された《レクイエム・フォー・フクシマ》（2012）、ウクライナで初演された《トランスミューテーション・フォー・オーケストラ》（2009）、ブレーメン音楽祭で初演された《In to the Deep》（2015）などがある。《泉》《却来》といった作品は、バイエルン放送やドイチュラント・フンクで紹介され、国内外で高く評価されている。
清水はコンピュータ音楽にも力を入れており、1994年には薩摩琵琶と電子音響を融合させたモノオペラ《銀杏散りやまず》を発表。1996年にはフランスのIRCAMに招聘され、先端音楽技術の研鑽を積む。以降も電子音響と伝統楽器の融合を追求し続けている。
ジャンルを越えた創作にも積極的で、キング・クリムゾン、ピンク・フロイドなどのロック作品をオーケストラ編曲（東京フィル）するなど、多様な表現を展開。また、『日本の歌・世界の歌』シリーズでは、名曲を幻想曲風にアレンジ。《Disparate Space-Time II》やアルバム《海》をはじめ、フルート作品の創作・出版にも力を注いでいる。
2025年には、《焔》《After Glow》《隅田川》《ずいずいずっころばし》などの新作が次々と初演を迎える予定。現在、新潟大学教授、中国・チチハル大学及び綏化芸術学院（中国・黒竜江省）客演教授。日本現代音楽協会会員。

## 主要作品
（詳細は清水研作公式ホームページを参照）

### モノオペラ
- 《銀杏散りやまず》作曲（辻邦生原作、演出：木戸敏郎、美術：磯崎新）(1994)>

### オーケストラ作品
- Voyager for Large Orchestra and Soprano（2024）
- Kyakurai（2019）弦楽オーケストラ
- Requiem for Fukushima（2012）
- Transmutation for Orchestra（2009）

### オーケストラ作品編曲（2013）
- 21st Century Schizoid Man（King Crimson）
- Close to the Edge（Yes）
- The Great Gig in the Sky（Pink Floyd）

### 室内楽・独奏作品・コンピュータ作品
- In to the Deep（2015）チェロとピアノ
- Poem Passionnée（2018）ヴァイオリンとピアノ
- Absinthe（2020）フルートとアルトフルート
- Conversations with the Universe I（2017）フルートとコンピュータ
- Rest, while you can（2017）ピッコロ、フルート群、ピアノ
- Piano Collection “Japan, the Beautiful and Myself”（2017）

### 編曲作品
- 《日本の歌・世界の歌》シリーズ（2016〜）

### 録音・メディア露出
- アルバム《海》にてフルート、アルトフルート、ピッコロとピアノの作品を収録
- ドルチェ・クラシックチャンネル、アップル・ミュージックなどで配信
- ドイツの公共放送局（Deutschlandfunk、Deutschlandfunk Kultur、Bayerischer Rundfunk）などで作品放送
- 演奏動画・作品紹介映像はYouTubeチャンネル「Veritas Music Japan」にて公開中。

### 教育・学術活動
- 新潟大学教授[4]
- チチハル大学（中国・黒竜江省）芸術学院 客員教授
- ISCM「世界音楽の日々」国際審査員（2016年、韓国・統営）
- Talloires International Composer’s Conference 招待作曲家（2000年、フランス）
- IRCAM ステージプログラム選抜（1998年）

### 主な受賞歴
- 1990年：第7回ヴィエニアフスキ国際作曲コンクール 第1位（ポーランド）